# Siren's Kiss
Pour plus de détails, voir Fiche technique et Distribution.
Siren's Kiss est un film américain réalisé par Edward Holzman, sorti en 1995.

## Fiche technique
- Titre : Siren's Kiss
- Réalisation : Edward Holzman
- Scénario : April Moskowitz
- Producteur : Nicholas Ashe, Andrew W. Garroni (en), Walter Gernert, Edward Holzman
- Production :
- Distributeur :
- Musique : Richard Bronskill
- Pays de production :  États-Unis
- Langue d'origine : Anglais américain
- Lieux de tournage : Malibu, Californie, États-Unis
- Genre : Drame érotique
- Durée : 1 h 39
- Date de sortie :
  - États-Unis : 21 novembre 1995

## Distribution
- Dixie Beck : Karen
- Kristen Knittle : Beth
- Catherine Weber : Claire
- Bobby Johnston : Leo
- Robert L. Newman : Mark
- Edward Holzman : Mr. Sands
- Seigel Sky : Lois
- Kelly Jaye : Aqua (as Kelly Cook)
- Teresa Politi : Rachel (as Teresa Langley)
- Chet Tripp : G.I
- Michael Simmons : David
- Daniel Anderson : Mr. Roberts
- Blake Adams : James
- Michael Jay : Eric